# Llista d'asteroides/167201-167300
| Nom               | Designació provisional | Data de descobriment | Lloc de descobriment | Descobridor/s                                       |
| ----------------- | ---------------------- | -------------------- | -------------------- | --------------------------------------------------- |
| 167201 -          | 2003 TE20              | 14 d'octubre de 2003 | Palomar              | NEAT                                                |
| 167202 -          | 2003 TO20              | 14 d'octubre de 2003 | Palomar              | NEAT                                                |
| 167203 -          | 2003 TW20              | 15 d'octubre de 2003 | Anderson Mesa        | LONEOS                                              |
| 167204 -          | 2003 TO33              | 1 d'octubre de 2003  | Kitt Peak            | Spacewatch                                          |
| 167205 -          | 2003 TR43              | 2 d'octubre de 2003  | Kitt Peak            | Spacewatch                                          |
| 167206 -          | 2003 TP52              | 5 d'octubre de 2003  | Kitt Peak            | Spacewatch                                          |
| 167207 -          | 2003 UH1               | 16 d'octubre de 2003 | Palomar              | NEAT                                                |
| 167208 Lelekovice | 2003 UN7               | 17 d'octubre de 2003 | Ondřejov             | Ondřejov Observatory (P. Kušnirák and K. Hornoch †) |
| 167209 -          | 2003 UX13              | 16 d'octubre de 2003 | Palomar              | NEAT                                                |
| 167210 -          | 2003 UN14              | 16 d'octubre de 2003 | Kitt Peak            | Spacewatch                                          |
| 167211 -          | 2003 UO16              | 16 d'octubre de 2003 | Anderson Mesa        | LONEOS                                              |
| 167212 -          | 2003 UQ18              | 19 d'octubre de 2003 | Anderson Mesa        | LONEOS                                              |
| 167213 -          | 2003 UC19              | 20 d'octubre de 2003 | Palomar              | NEAT                                                |
| 167214 -          | 2003 UA22              | 22 d'octubre de 2003 | Anderson Mesa        | LONEOS                                              |
| 167215 -          | 2003 UC23              | 21 d'octubre de 2003 | Socorro              | LINEAR                                              |
| 167216 -          | 2003 UH26              | 24 d'octubre de 2003 | Haleakala            | NEAT                                                |
| 167217 -          | 2003 US28              | 21 d'octubre de 2003 | Anderson Mesa        | LONEOS                                              |
| 167218 -          | 2003 UY30              | 16 d'octubre de 2003 | Kitt Peak            | Spacewatch                                          |
| 167219 -          | 2003 UH31              | 16 d'octubre de 2003 | Kitt Peak            | Spacewatch                                          |
| 167220 -          | 2003 UQ32              | 16 d'octubre de 2003 | Kitt Peak            | Spacewatch                                          |
| 167221 -          | 2003 UA33              | 16 d'octubre de 2003 | Kitt Peak            | Spacewatch                                          |
| 167222 -          | 2003 UT39              | 16 d'octubre de 2003 | Kitt Peak            | Spacewatch                                          |
| 167223 -          | 2003 UE40              | 16 d'octubre de 2003 | Kitt Peak            | Spacewatch                                          |
| 167224 -          | 2003 UD41              | 16 d'octubre de 2003 | Anderson Mesa        | LONEOS                                              |
| 167225 -          | 2003 UJ45              | 18 d'octubre de 2003 | Kitt Peak            | Spacewatch                                          |
| 167226 -          | 2003 UP45              | 18 d'octubre de 2003 | Kitt Peak            | Spacewatch                                          |
| 167227 -          | 2003 UT47              | 18 d'octubre de 2003 | Anderson Mesa        | LONEOS                                              |
| 167228 -          | 2003 UF53              | 18 d'octubre de 2003 | Palomar              | NEAT                                                |
| 167229 -          | 2003 UM56              | 22 d'octubre de 2003 | Socorro              | LINEAR                                              |
| 167230 -          | 2003 UJ57              | 26 d'octubre de 2003 | Kvistaberg           | Uppsala-DLR Asteroid Survey                         |
| 167231 -          | 2003 UE58              | 16 d'octubre de 2003 | Kitt Peak            | Spacewatch                                          |
| 167232 -          | 2003 UC59              | 16 d'octubre de 2003 | Palomar              | NEAT                                                |
| 167233 -          | 2003 UX61              | 16 d'octubre de 2003 | Anderson Mesa        | LONEOS                                              |
| 167234 -          | 2003 UB63              | 16 d'octubre de 2003 | Palomar              | NEAT                                                |
| 167235 -          | 2003 UJ64              | 16 d'octubre de 2003 | Anderson Mesa        | LONEOS                                              |
| 167236 -          | 2003 UO64              | 16 d'octubre de 2003 | Palomar              | NEAT                                                |
| 167237 -          | 2003 UJ70              | 18 d'octubre de 2003 | Kitt Peak            | Spacewatch                                          |
| 167238 -          | 2003 UY73              | 16 d'octubre de 2003 | Palomar              | NEAT                                                |
| 167239 -          | 2003 UZ75              | 17 d'octubre de 2003 | Kitt Peak            | Spacewatch                                          |
| 167240 -          | 2003 UU81              | 18 d'octubre de 2003 | Kitt Peak            | Spacewatch                                          |
| 167241 -          | 2003 UC91              | 20 d'octubre de 2003 | Socorro              | LINEAR                                              |
| 167242 -          | 2003 US91              | 20 d'octubre de 2003 | Kitt Peak            | Spacewatch                                          |
| 167243 -          | 2003 UQ94              | 18 d'octubre de 2003 | Kitt Peak            | Spacewatch                                          |
| 167244 -          | 2003 UB95              | 18 d'octubre de 2003 | Kitt Peak            | Spacewatch                                          |
| 167245 -          | 2003 UR96              | 19 d'octubre de 2003 | Kitt Peak            | Spacewatch                                          |
| 167246 -          | 2003 UX96              | 19 d'octubre de 2003 | Kitt Peak            | Spacewatch                                          |
| 167247 -          | 2003 UU97              | 19 d'octubre de 2003 | Kitt Peak            | Spacewatch                                          |
| 167248 -          | 2003 UL99              | 19 d'octubre de 2003 | Anderson Mesa        | LONEOS                                              |
| 167249 -          | 2003 UP99              | 19 d'octubre de 2003 | Anderson Mesa        | LONEOS                                              |
| 167250 -          | 2003 UQ99              | 19 d'octubre de 2003 | Anderson Mesa        | LONEOS                                              |
| 167251 -          | 2003 UJ104             | 18 d'octubre de 2003 | Kitt Peak            | Spacewatch                                          |
| 167252 -          | 2003 UP109             | 19 d'octubre de 2003 | Kitt Peak            | Spacewatch                                          |
| 167253 -          | 2003 UY109             | 19 d'octubre de 2003 | Kitt Peak            | Spacewatch                                          |
| 167254 -          | 2003 UU113             | 20 d'octubre de 2003 | Socorro              | LINEAR                                              |
| 167255 -          | 2003 UT115             | 20 d'octubre de 2003 | Palomar              | NEAT                                                |
| 167256 -          | 2003 UE117             | 21 d'octubre de 2003 | Socorro              | LINEAR                                              |
| 167257 -          | 2003 UG118             | 17 d'octubre de 2003 | Anderson Mesa        | LONEOS                                              |
| 167258 -          | 2003 UH120             | 18 d'octubre de 2003 | Kitt Peak            | Spacewatch                                          |
| 167259 -          | 2003 UF121             | 18 d'octubre de 2003 | Palomar              | NEAT                                                |
| 167260 -          | 2003 UM122             | 19 d'octubre de 2003 | Kitt Peak            | Spacewatch                                          |
| 167261 -          | 2003 UT122             | 19 d'octubre de 2003 | Socorro              | LINEAR                                              |
| 167262 -          | 2003 UN123             | 19 d'octubre de 2003 | Kitt Peak            | Spacewatch                                          |
| 167263 -          | 2003 UC127             | 21 d'octubre de 2003 | Kitt Peak            | Spacewatch                                          |
| 167264 -          | 2003 UH127             | 21 d'octubre de 2003 | Kitt Peak            | Spacewatch                                          |
| 167265 -          | 2003 UH129             | 18 d'octubre de 2003 | Palomar              | NEAT                                                |
| 167266 -          | 2003 UN129             | 18 d'octubre de 2003 | Palomar              | NEAT                                                |
| 167267 -          | 2003 UW131             | 19 d'octubre de 2003 | Palomar              | NEAT                                                |
| 167268 -          | 2003 UN137             | 21 d'octubre de 2003 | Socorro              | LINEAR                                              |
| 167269 -          | 2003 UP142             | 18 d'octubre de 2003 | Anderson Mesa        | LONEOS                                              |
| 167270 -          | 2003 UQ146             | 18 d'octubre de 2003 | Anderson Mesa        | LONEOS                                              |
| 167271 -          | 2003 UY146             | 18 d'octubre de 2003 | Anderson Mesa        | LONEOS                                              |
| 167272 -          | 2003 UP147             | 18 d'octubre de 2003 | Kitt Peak            | Spacewatch                                          |
| 167273 -          | 2003 UK148             | 19 d'octubre de 2003 | Anderson Mesa        | LONEOS                                              |
| 167274 -          | 2003 UT148             | 19 d'octubre de 2003 | Kitt Peak            | Spacewatch                                          |
| 167275 -          | 2003 UU148             | 19 d'octubre de 2003 | Kitt Peak            | Spacewatch                                          |
| 167276 -          | 2003 UR150             | 20 d'octubre de 2003 | Kitt Peak            | Spacewatch                                          |
| 167277 -          | 2003 US150             | 21 d'octubre de 2003 | Kitt Peak            | Spacewatch                                          |
| 167278 -          | 2003 UZ161             | 21 d'octubre de 2003 | Socorro              | LINEAR                                              |
| 167279 -          | 2003 UD166             | 21 d'octubre de 2003 | Kitt Peak            | Spacewatch                                          |
| 167280 -          | 2003 UB168             | 22 d'octubre de 2003 | Socorro              | LINEAR                                              |
| 167281 -          | 2003 UB169             | 22 d'octubre de 2003 | Socorro              | LINEAR                                              |
| 167282 -          | 2003 UT169             | 22 d'octubre de 2003 | Socorro              | LINEAR                                              |
| 167283 -          | 2003 UH170             | 22 d'octubre de 2003 | Kitt Peak            | Spacewatch                                          |
| 167284 -          | 2003 UR175             | 21 d'octubre de 2003 | Palomar              | NEAT                                                |
| 167285 -          | 2003 UP180             | 21 d'octubre de 2003 | Socorro              | LINEAR                                              |
| 167286 -          | 2003 UZ180             | 21 d'octubre de 2003 | Kitt Peak            | Spacewatch                                          |
| 167287 -          | 2003 UF181             | 21 d'octubre de 2003 | Socorro              | LINEAR                                              |
| 167288 -          | 2003 US189             | 22 d'octubre de 2003 | Haleakala            | NEAT                                                |
| 167289 -          | 2003 UX195             | 20 d'octubre de 2003 | Kitt Peak            | Spacewatch                                          |
| 167290 -          | 2003 UU196             | 21 d'octubre de 2003 | Kitt Peak            | Spacewatch                                          |
| 167291 -          | 2003 UX199             | 21 d'octubre de 2003 | Socorro              | LINEAR                                              |
| 167292 -          | 2003 UD200             | 21 d'octubre de 2003 | Socorro              | LINEAR                                              |
| 167293 -          | 2003 UN205             | 22 d'octubre de 2003 | Socorro              | LINEAR                                              |
| 167294 -          | 2003 UB206             | 22 d'octubre de 2003 | Socorro              | LINEAR                                              |
| 167295 -          | 2003 UC209             | 23 d'octubre de 2003 | Kitt Peak            | Spacewatch                                          |
| 167296 -          | 2003 UF210             | 23 d'octubre de 2003 | Anderson Mesa        | LONEOS                                              |
| 167297 -          | 2003 UD211             | 23 d'octubre de 2003 | Kitt Peak            | Spacewatch                                          |
| 167298 -          | 2003 UA213             | 23 d'octubre de 2003 | Kitt Peak            | Spacewatch                                          |
| 167299 -          | 2003 UR215             | 21 d'octubre de 2003 | Kitt Peak            | Spacewatch                                          |
| 167300 -          | 2003 UV216             | 21 d'octubre de 2003 | Socorro              | LINEAR                                              |